# Финал Кубка конфедераций 2009
Финал Кубка конфедераций 2009 года состоялся 28 июня на стадионе «Кока-Кола Парк» в Йоханнесбурге (ЮАР) между командами США и Бразилии, с целью определения победителя Кубка конфедераций 2009. Несмотря на то, что сборная Бразилии проигрывала 0:2 к началу второго тайма, ей удалось выиграть 3:2 за счёт дубля Луиса Фабиано и гола Лусио за шесть минут до конца основного времени матча.
Впервые в истории, мужской команде США удалось выйти в финал соревнований, проводимых под эгидой ФИФА (женские команды США, как взрослые, так и молодёжные, не только выходили в финалы, но и выигрывали различные титулы). А бразильцам удалось в 3-й раз стать победителем Кубка конфедераций (до этого они выигрывали турнир в 1997-ом и в 2005-ом году).
Перед матчем ФИФА почтила память Марка-Вивьена Фоэ, камерунского полузащитника, погибшего 26 июня 2003 года от сердечного приступа прямо во время полуфинала Кубка конфедераций 2003 в матче со сборной Колумбии. Один из его троих детей, Марк-Скотт, зачитал текст, посвященный памяти его отца.
Матч собрал 3,9 миллиона телезрителей в США, что стало наибольшим результатом для футбольных игр, не считая чемпионата мира. Буквально через неделю сборная США стартовала на домашнем Золотом кубке КОНКАКАФ, где ей в виде исключения была предоставлена возможность значительно расширить заявку в целях предотвращения высокой усталости игроков. При этом команда и там дошла до финала.

## Путь к финалу
Кубок конфедераций ФИФА — международное соревнование, проводившееся между восемью национальными мужскими командами, которые выиграли соответствующие чемпионаты шести континентальных конфедераций, наряду с принимающей страной и действующим чемпионом мира. Финалисты Кубка Конфедераций 2009 года, США и Бразилия, ранее встречались тринадцать раз, в том числе на групповом этапе Кубка Конфедераций в 1999 и 2003 годах и в плей-офф чемпионата мира 1994 года. Бразилия выиграла двенадцать матчей, а единственная победа США пришлась на полуфинал Золотого кубка КОНКАКАФ 1998 года, в котором американский голкипер Кейси Келлер сделал несколько сейвов, сохранив счёт 1:0.
После победы в Золотом кубке КОНКАКАФ 2007 года американцы квалифицировались на свой четвёртый Кубок конфедераций, а победа Бразилии на Кубке Америки 2007 года предоставила им шестое участие в турнире. Бразилия также ранее выиграла Кубок Конфедераций дважды, в 1997 и 2005 годах, в то время как США отобрались в свой первый финал в соревнованиях взрослых мужчин за пределами своего региона. Обе команды попали в группу B Кубка конфедераций вместе с африканскими чемпионами Египтом и действующими чемпионами мира Италией.

### Групповой этап
Бразилия начала свою защиту титула игрой с Египтом в Блумфонтейне. Кака открыл счёт на пятой минуте, обойдя трёх защитников, но через четыре минуты после удара головой египтянин Мохаммед Зидан сравнял счёт. Бразилия восстановила равновесие и увеличила лидерство к перерыву, забив два гола в исполнении Луиса Фабиано: на 11-й минуте, завершив штрафной удар от Элано, и на 37-й минуте после розыгрыша углового от Жуана. Египетский полузащитник Мохаммед Шавки отправил мяч в ворота из-за пределов штрафной на 54-й минуте, а ещё через минуту Зидан забил второй гол, сравняв счет 3:3. Матч оставался равным до тех пор, пока игра рукой в штрафной вышедшего на замену Ахмеда аль-Мухаммади не привела к пенальти, который на 90-й минуте реализовал Кака, принеся победу для Бразилии.
Американцы сыграли свой первый матч против Италии и сдерживали чемпионов мира весь первый тайм, несмотря на красную карточку, показанную полузащитнику Рикардо Кларку, который на 33-й минуте схватился с Дженнаро Гаттузо. Фол в своей штрафной Джорджо Кьеллини на Джози Алтидоре принёс сборной США пенальти, который на 41-й минуте реализовал Лэндон Донован, что дало им преимущество перед перерывом. Итальянцы сравняли счёт на 58-й минуте благодаря удару с 27 метров нападающего Джузеппе Росси, который вышел на замену за минуту до этого и перехватил мяч у Бенни Фейлхабера в центре поля и отправился в путь к своему голу. Затем европейская команда вырвалась вперёд благодаря ещё одному дальнему удару на 72-й минуте Даниэле Де Росси и завершила свою победу со счётом 3:1 вторым голом Росси в добавленное время после прострела Андреа Пирло.
Будущие финалисты встретились друг с другом на стадионе «Лофтус Версфельд» в Претории во втором туре, матч которого закончился крупной победой Бразилии со счетом 3:0. Майкон со штрафного с 32 метров нашёл Фелипе Мело, который головой из штрафной площади забил первый гол на седьмой минуте. Лидерство было увеличено на 20-й минуте после того, как Бизли потерял мяч после углового американцев. Тот отлетел по полю к Рамиресу и перешёл к Робиньо, чей удар пришёлся в створ ворот мимо Тима Ховарда. Полузащитник сборной США Саша Клештан был удалён на 57-й минуте, после чего американская команда потеряла импульс, который они приобрели в начале второго тайма. После чего они пропустили последний гол Бразилии спустя пять минут после удара Майкона с узкого угла возле боковой линии. Несмотря на то, что США проиграли свои первые два матча, они всё ещё имели шанс на продвижение после неожиданной победы Египта над Италией.
Бразилия завершила групповой этап крупной победой над Италией со счётом 3:0, лишив действующих чемпионов мира места в полуфинале, забив три гола в первой половине. После нескольких моментов, когда сборная Бразилии попадала в створ ворот, Луис Фабиано открыл счёт на 37-й минуте на добивании после неудачного удара Майкона. Шесть минут спустя Фабиано забил ещё один мяч, ассистировал ему Кака. Робиньо через две минуты организовал третий гол, сделав контратакой пас в штрафную итальянцев, который в свои ворота отразил защитник Андреа Доссена. Итальянцам не удалось забить хотя бы утешительный мяч во втором тайме, что обрекало их на отставание от США в турнирной таблице по разнице мячей.
В финальном матче группового этапа против Египта американцы вышли вперёд на 21-й минуте после ошибки вратаря Эссама Аль Хадари, которая позволила Чарли Дэвису отправить оставленный в одиночестве мяч в ворота. Полузащитник Майкл Брэдли затем забил второй гол на 63-й минуте после серии передач с Лэндоном Донованом, а Клинт Демпси добавил ещё и третий, завершив навес головой от Джонатана Спектора на 71-й минуте. Благодаря крупной победе американцы сравнялись по очкам с Италией и Египтом, опередив их по разнице забитых и пропущенных мячей.

### Полуфиналы
США столкнулись в полуфинале с победителем группы А Испанией, действующим чемпионом Европы и фаворитом грядущего чемпионата мира. Американцы одержали убедительную победу со счетом 2:0 в полуфинале, прервав беспроигрышную серию испанцев из 35 матчей, начавшуюся в ноябре 2006 года, и вышли в свой первый финал крупного межконтинентального мужского турнира на высшем уровне. То, что газета The New York Times назвала «чудом на траве». Американцы начали матч ранним атакующим прессингом и нарушили стиль владения мячом полузащитой Испании. Джози Алтидор забил первый гол в матче на 27-й минуте, пробив с верхней границы штрафной и воспользовавшись неудачными действиями Икера Касильяса и стойкой ворот. США держались, несмотря на то, что уступали Испании по ударам 9:18, и заработали второй гол на 74-й минуте с передачи Лэндона Донована, который обошёл защитников Херарда Пике и Серхио Рамоса, а затем отдал мяч в падении Клинту Демпси, который развернул тело и выстрелил с близкого расстояния, сделав счёт 2:0.
Бразилия играла с хозяевами из сборной ЮАР, занявшими второе место в группе А, в другом полуфинальном матче днём позже, выиграв его 1:0. Матч оставался безголевым в течение 88 минут, несмотря на несколько шансов сборной Бразилии и два сейва вратаря Жулио Сезара после штрафного Сипиве Чабалала и дальнего удара Стивена Пинара. Вышедший на замену Дани Алвес исправил ситуацию и со штрафного обыграл вратаря Итумеленга Куне, отправив мяч в дальний угол.

### Сводные результаты
| Поз | Команда  | И | В | Н | П | МЗ | МП | РМ | О |
| --- | -------- | - | - | - | - | -- | -- | -- | - |
| 1   | Бразилия | 3 | 3 | 0 | 0 | 10 | 3  | +7 | 9 |
| 2   | США      | 3 | 1 | 0 | 2 | 4  | 6  | −2 | 3 |
| 3   | Италия   | 3 | 1 | 0 | 2 | 3  | 5  | −2 | 3 |
| 4   | Египет   | 3 | 1 | 0 | 2 | 4  | 7  | −3 | 3 |

| Поз | Команда  | И | В | Н | П | МЗ | МП | РМ | О |
| --- | -------- | - | - | - | - | -- | -- | -- | - |
| 1   | Бразилия | 3 | 3 | 0 | 0 | 10 | 3  | +7 | 9 |
| 2   | США      | 3 | 1 | 0 | 2 | 4  | 6  | −2 | 3 |
| 3   | Италия   | 3 | 1 | 0 | 2 | 3  | 5  | −2 | 3 |
| 4   | Египет   | 3 | 1 | 0 | 2 | 4  | 7  | −3 | 3 |

## События перед матчем

### Церемония закрытия
Церемония закрытия турнира прошла на стадионе «Эллис Парк» перед финальным матчем и была организована VWV Group и Till Dawn Entertainment, позже выбранными для церемонии открытия чемпионата мира 2010 года. На церемонии закрытия Кубка конфедераций участвовали 150 барабанщиков, 150 певцов хора из местных церквей и 20 профессиональных танцоров, которые выступали под большим мячом, на поверхность которого проецировались изображения турнира. Зенани Мандела, тринадцатилетняя правнучка Нельсона Манделы, принесла трофей Кубка конфедераций и установила на подиум перед матчем.

### Судьи
Шведский рефери Мартин Ханссон был выбран ФИФА, чтобы возглавить судейскую бригаду на финале Кубка конфедераций, это его первое назначение в финале турнира. Ханссон ранее руководил матчем открытия и несколькими молодёжными турнирами ФИФА. Его соотечественники Хенрик Андрен и Фредрик Нильссон были помощниками, а мексиканский рефери Бенито Арчундиа — четвёртым судьёй. Эктор Вергара выполнял функции резервного помощника судьи (также называемого пятым судьёй).

## Матч

### События
Бразильский тренер Дунга решил использовать схему 4-2-3-1, которую команда использовала в своих предыдущих матчах, в то время как тренер из США Боб Брэдли использовал адаптированную схему 4-4-2. Полузащитник Майкл Брэдли был дисквалифицирован из-за красной карточки в полуфинале и заменён Бенни Фейлхабером в стартовом составе. На предматчевой церемонии ФИФА чествовала камерунского полузащитника Марка-Вивьена Фоэ, который умер от сердечной болезни во время полуфинального матча Кубка конфедераций 2003 года. Марк-Скотт Фоэ прочитал памятное послание, посвящённое памяти своего отца, в то время как обе команды стояли вместе в центральном круге.
Американцы вырвались вперёд на 10-й минуте после штрафного удара, выполненного Джонатаном Спектором, который нашёл Клинта Демпси, ударившего по мячу правой ногой. Вратарь Тим Ховард затем сделал несколько серьёзных сейвов, чтобы сохранить лидерство на фоне нескольких атак бразильцев. А американцы воспользовались контратакой: Рикардо Кларк пробежал через всё поле и отдал пас на Лэндона Донована, который прострелил прямо из штрафной и забил на 27-й минуте. Команда ушла на перерыв с преимуществом в два мяча, что воспринималось комментаторами как шок.
Бразилия сократила преимущество на первой минуте второго тайма, когда Луис Фабиано забил из штрафной, контролируя мяч и переиграв защитника Джея Демерита. На 60-й минуте Кака головой пробил мимо линии ворот, но удар отбил Тим Ховард. Повторы показали, что мяч пересёк линию, но гол засчитан не был. Сравнявший счёт мяч был забит на 74-й минуте после прострела Кака, попав на добивание в перекладину в исполнении Элано и срикошетив в сторону Фабиано, который головой отправил мяч в сетку. Угловой удар Элано на 84-й минуте привёл к выстрелу головой бразильского капитана Лусио, который обыграл в борьбе за мяч Клинта Демпси и принёс победу Бразилии.

### Детали
| США                                   | 2:3 (2:0) | Бразилия                          |
| ------------------------------------- | --------- | --------------------------------- |
| Клинт Демпси 10′ · Лэндон Донован 27′ | Отчёт     | Луис Фабиано 46′, 74′ · Лусио 84′ |

| США | Бразилия |

| США:            |    |                      |     |     |
|                 |    |                      |     |     |
| Вр              | 1  | Тим Ховард           |     |     |
| Защ             | 21 | Джонатан Спектор     |     |     |
| Защ             | 5  | Огучи Оньеву         |     |     |
| Защ             | 15 | Джей Демерит         |     |     |
| Защ             | 3  | Карлос Боканегра (к) | 19' |     |
| ПЗ              | 13 | Рикардо Кларк        |     | 88' |
| ПЗ              | 22 | Бенни Фейлхабер      |     | 75' |
| ПЗ              | 8  | Клинт Демпси         |     |     |
| ПЗ              | 10 | Лэндон Донован       |     |     |
| Нап             | 17 | Джози Алтидор        |     | 75' |
| Нап             | 9  | Чарли Дэвис          |     |     |
| Запасные:       |    |                      |     |     |
| Защ             | 2  | Джонатан Борнстейн   |     | 75' |
| ПЗ              | 16 | Саша Клештан         |     | 75' |
| Нап             | 4  | Конор Кэйси          |     | 88' |
| Главный тренер: |    |                      |     |     |
| Боб Брэдли      |    |                      |     |     |

| БРАЗИЛИЯ:       |    |                |     |     |
|                 |    |                |     |     |
| Вр              | 1  | Жулио Сезар    |     |     |
| Защ             | 2  | Майкон         |     |     |
| Защ             | 3  | Лусио (к)      | 69' |     |
| Защ             | 14 | Луизао         |     |     |
| Защ             | 16 | Андре Сантос   | 36' | 66' |
| ПЗ              | 8  | Жилберту Силва |     |     |
| ПЗ              | 5  | Фелипе Мело    | 25' |     |
| ПЗ              | 18 | Рамирес        |     | 67' |
| ПЗ              | 10 | Кака           |     |     |
| Нап             | 11 | Робиньо        |     |     |
| Нап             | 9  | Луис Фабиано   |     |     |
| Запасные:       |    |                |     |     |
| Защ             | 13 | Даниэл Алвес   |     | 66' |
| ПЗ              | 7  | Элано          |     | 67' |
| Главный тренер: |    |                |     |     |
| Дунга           |    |                |     |     |

| Игрок матча: Кака Помощники судьи: Хенрик Андрен Фредрик Нильссон Четвёртый судья: Бенито Арчундиа Пятый судья: Гектор Вергара |

### Статистика
|                | США | Бразилия |
| -------------- | --- | -------- |
| Голы           | 2   | 3        |
| Удары          | 9   | 31       |
| Удары в створ  | 4   | 13       |
| Владение мячом | 41% | 59%      |
| Угловые        | 5   | 10       |
| Нарушения      | 17  | 11       |
| Офсайды        | 1   | 6        |
| Предупреждения | 1   | 3        |
| Удаления       | 0   | 0        |

## События после матча
Бразилия стала второй страной, выигравшей два Кубка конфедераций подряд после побед Франции в 2001 и 2003 годах, перед тем, как турнир перешёл на четырёхлетний график. Кака был назван лучшим игроком матча за его игру, а также выиграл «Золотой мяч» как лучший игрок турнира. Его товарищ по команде Луис Фабиано выиграл «Золотую бутсу», забив пять мячей в пяти матчах, а также «Серебряный мяч». Американский вратарь Тим Ховард выиграл «Золотую перчатку» турнира за свои игру в воротах, включая пять сейвов в первом тайме финала. На чемпионате мира 2010 года Бразилия финишировала первой в своей группе и обыграла Чили в 1/8 финала, а затем была выбита Нидерландами в четвертьфинале. Бразилия принимала следующий Кубок конфедераций в 2013 году и стала единственной командой, выигравшей три Кубка конфедераций подряд, победив Испанию со счетом 3:0 в финале.
Американскую трансляцию матча на канале ESPN посмотрела аудитория в 3,9 миллиона человек, что является самым большим показателем для матчей вне чемпионата мира и одним из самых больших за всю историю мужской национальной сборной США. Американцы вернулись домой, чтобы принять участие в розыгрыше Золотого кубка КОНКАКАФ 2009 года, который начался менее чем через неделю после финала, но КОНКАКАФ предоставила им возможность использовать расширенный состав, чтобы игроки излишне не утомлялись. Состав на Золотой кубок был преимущественно выбран из MLS, и только четыре члена команды Кубка конфедераций остались в составе. Сборная США вышла в финал Золотого кубка, где проиграла со счётом 0:5 соперникам из Мексики и не смогла защитить свой континентальный титул. США также возглавили свою группу на чемпионате мира 2010 года, выиграв один раз и дважды сыграв вничью, но выбыли от Ганы в 1/8 финала.